# Lista dos edifícios mais altos de Mato Grosso
Um edifício é uma construção com a finalidade de abrigar atividades humanas. Cada edifício caracteriza-se pelo seu uso: habitacional, cultural, de serviços, industrial, entre outros.

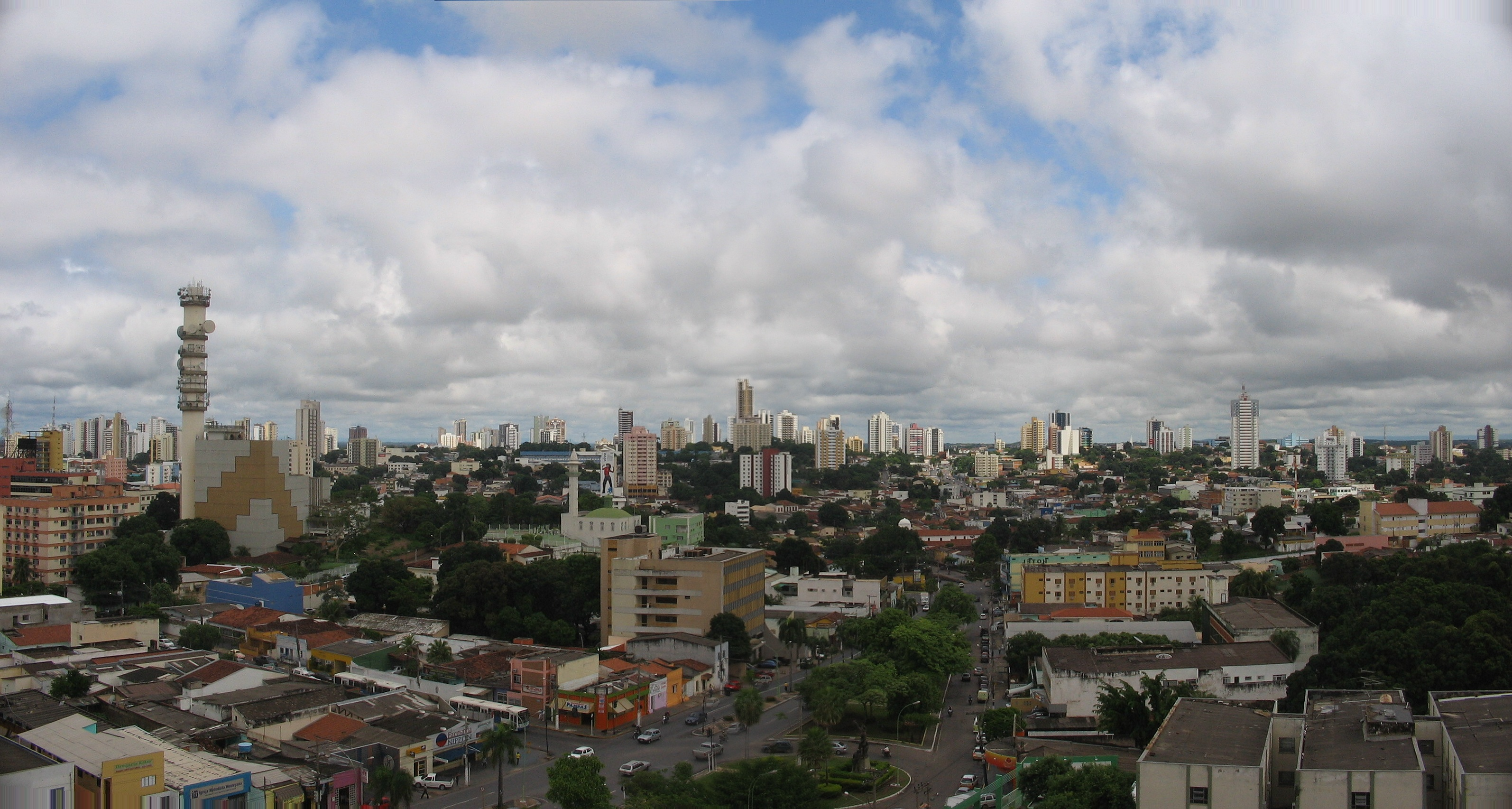
Vista panorâmica de Cuiabá.

A capital mato-grossense, Cuiabá, se destaca com o maior número de edifícios residenciais e empresariais do estado de Mato Grosso. Além da capital, outra cidade do interior também se destaca como Rondonópolis.

## Mais altos edifícios construídos
|    | Nome                    | Imagem | Localização  | Altura (m) | Pavimentos | Conclusão | Arquitetura                                  |
| -- | ----------------------- | ------ | ------------ | ---------- | ---------- | --------- | -------------------------------------------- |
| 1  | Splendore               |        | Rondonópolis | 165 m      | 43         | 2024      |                                              |
| 2  | American Diamond        |        | Cuiabá       | 155 m      | 36         | 2019      |                                              |
| 3  | Royal President         |        | Cuiabá       | 151 m      | 34         | 2020      |                                              |
| 4  | SB Tower                |        | Cuiabá       | 146 m      | 35         | 2016      | José Roberto Andrade, Ana Carolina Rodrigues |
| 5  | Helbor Dual Business    |        | Cuiabá       | 132 m      | 32         | 2016      |                                              |
| 6  | Gran Lux Club Residence |        | Rondonópolis | 130 m      | 31         | 2021      |                                              |
| 7  | Jardim D’América        |        | Cuiabá       | 125 m      | 30         | 2015      |                                              |
| 8  | American Residence      |        | Cuiabá       | 125 m      | 30         | 2012      |                                              |
| 9  | Goiabeiras Tower        |        | Cuiabá       | 116 m      | 28         | 2010      |                                              |
| 10 | Premiato                |        | Cuiabá       | 115 m      | 28         | 2015      |                                              |
| 11 | Rosa D’América          |        | Cuiabá       | 112 m      | 27         | 2010      |                                              |

## Em construção
Esta lista contém edifícios atualmente em construção no estado do Mato Grosso, planejados para terem ao menos 80 metros.
| Nome         | Imagem       | Cidade       | Altura (m) | Pavimentos |      |
| ------------ | ------------ | ------------ | ---------- | ---------- | ---- |
| Niraj Towers | Niraj Towers | Rondonópolis | 250        | 62         | 2029 |
| Raízes SB    |              | Sinop        | 153        | 42         | 2027 |
| Harissa      |              | Cuiabá       | 144        | 41         | 2025 |